# Засека

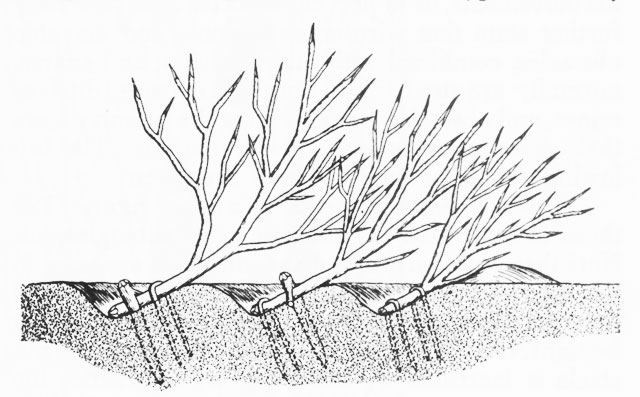
Одна из наиболее распространённых форм засеки

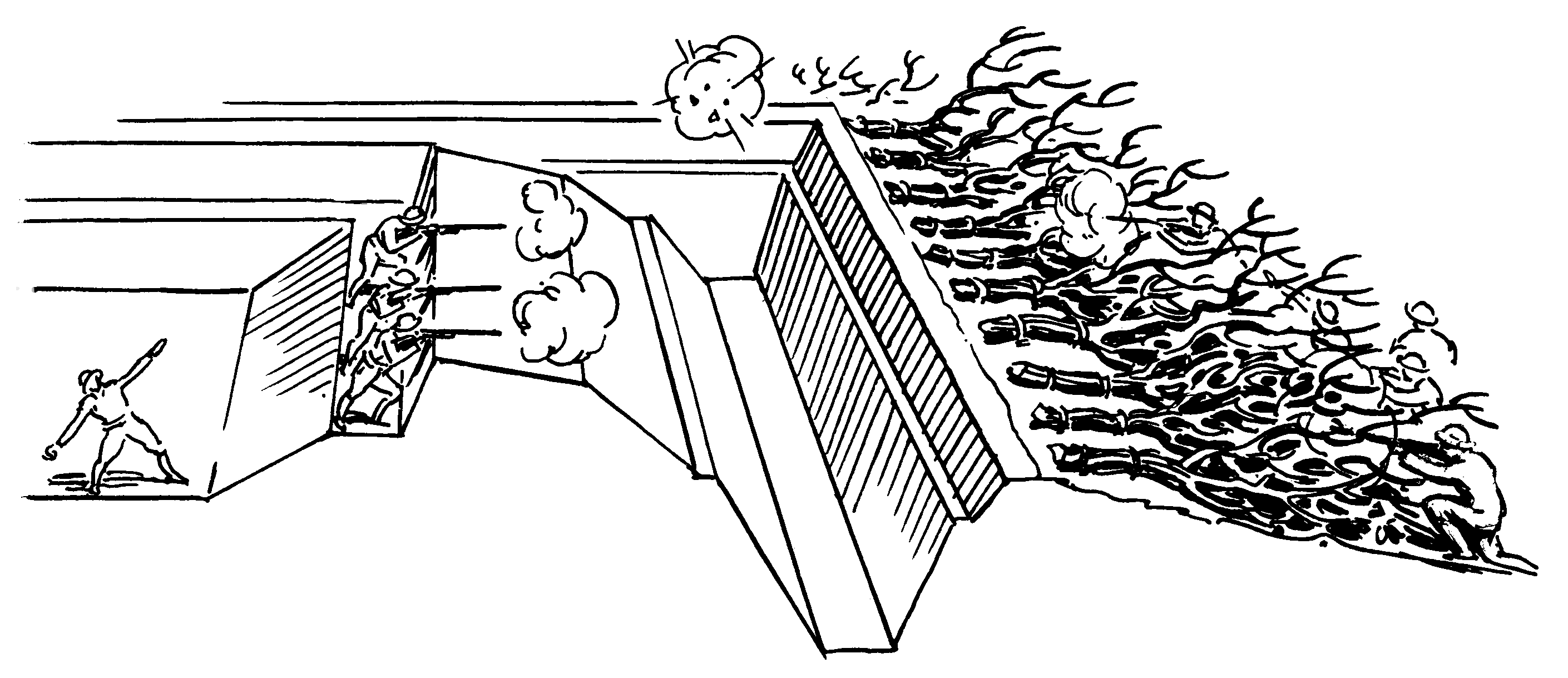
Засека перед рвом

За́сека или засе́ка — оборонительное сооружение из деревьев средних и более размеров, поваленных рядами или крест-накрест вершинами в сторону противника. Ветви использовавшихся деревьев заострялись.

## Понятие
Фрагмент очерка:

 Лес, где устраивалась засека, называли заповедным. Он имел строго определённые межевые границы и охранялся. Здесь было запрещено не только рубить деревья, охотиться, но даже и просто заходить. Ширина засечной черты могла быть различной: от нескольких сажен, где были только рвы и валы, небольшое болото или река, до 20—30 и более тогдашних вёрст (около 40—60 км) сплошных лесов. Обычно поперечник заповедных лесов составлял 2—3 версты (4—6 км).— Бобровский М. В. Козельские засеки (эколого-исторический очерк). Калуга: Изд-во Н. Бочкаревой, 2002 - 92 с.
Засеки были известны с древнейших времён и представляли собой серьёзное препятствие для нападающей стороны. В Киевской Руси они строились для защиты от нападений степных кочевников, сначала печенегов, а позднее — половцев. В XVI и XVII вв. казаки создавали подобные оборонительные сооружения в качестве передовых линий обороны и заграждений за десятки вёрст перед городами-острогами в Западной и Восточной Сибири — против набегов сибирских кочевых киргизов и от рейдов джунгарских войск. Они являлись частью оборонительных линий засечных черт.
Такие оборонительные сооружения затрудняли перемещение вражеской пехоты и манёвры конницы. Отличались относительной простотой создания. Иногда для того, чтобы усложнить разрушение засеки, деревья закрепляли кольями, вбитыми в землю.